# British Taylorcraft Auster
British Taylorcraft Auster byl britský jednomotorový hornoplošník smíšené konstrukce s pevným podvozkem ostruhového typu, užívaný ve druhé světové válce jako spojovací a pozorovací letoun.

## Vývoj
První prototyp vzlétl roku 1939, vyráběl se od roku 1940 do roku 1946. Byly vyrobeny varianty Auster Mk.I, dva kusy Auster Mk.II s motorem Lycoming 0-290-3 o 96 kW a 467 exemplářů Auster Mk.III s pohonnými jednotkami de Havilland Gipsy Major I o stejném výkonu.
Po dodání většího počtu motorů Lycoming se instalovaly do 255 letounů Auster Mk.IV. Odlišovaly se od starších strojů tvarem přídě a vybavením kabiny, která byla třímístná. Přední dvě sedadla zůstala vedle sebe s úplným dvojím řízením, třetí sedadlo bylo uprostřed vzadu. Délka letounu se zmenšila z původních 7,10 na 6,83 m.
Třímístná zůstala i poslední válečná verze Auster Mk.V s vybavením pro lety bez vnější viditelnosti, zalétána v prototypu na konci roku 1943. Její výroba skončila v lednu 1946 s celkovou produkcí 780 kusů.

## Nasazení

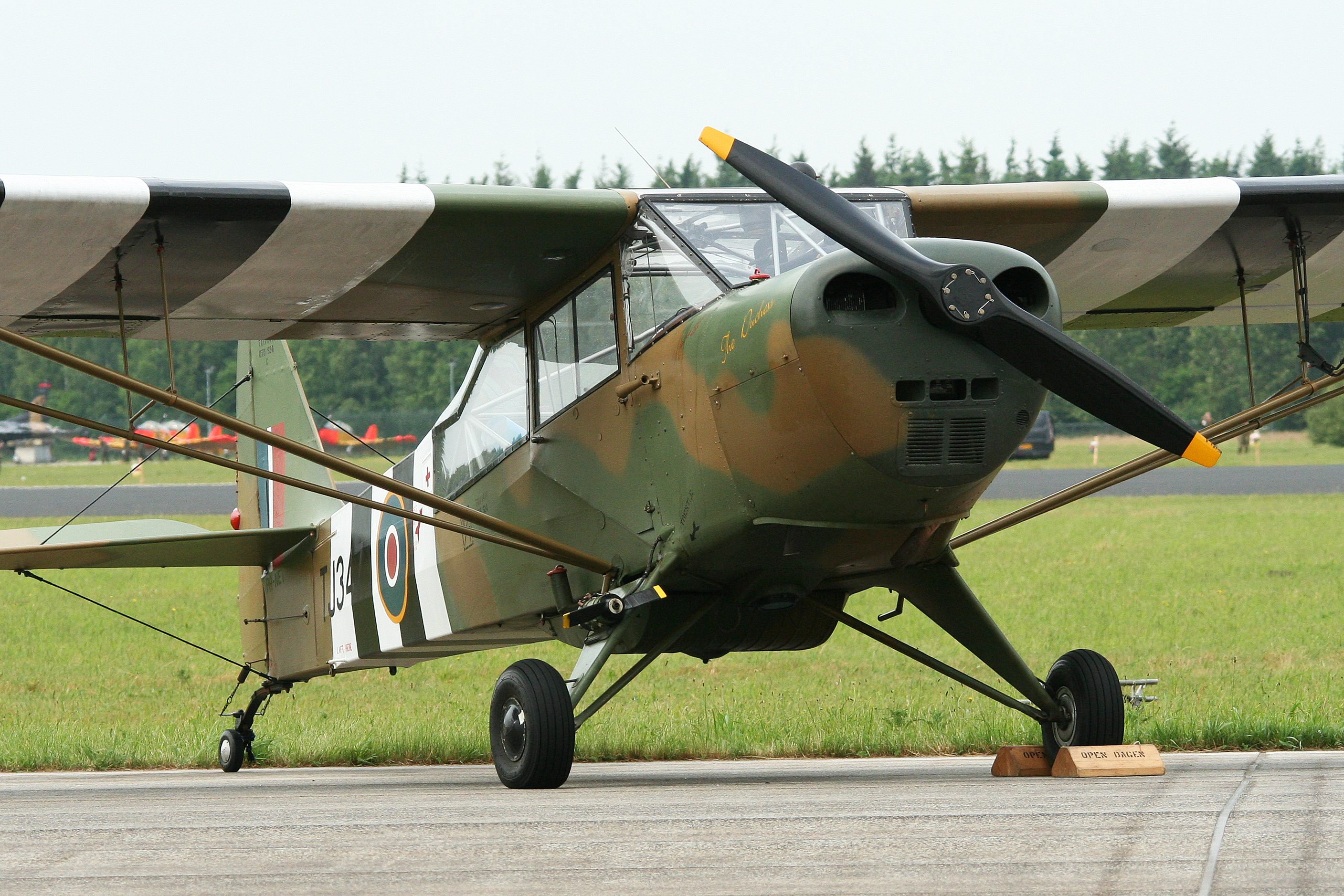
Auster Mk.V, firemní označení Model J (TJ347, PH-NET)

Na počátku války převzalo RAF 14 předchůdců řady I až V Taylorcraft Plus C s motory Lycoming o výkonu 40 kW, které sloužily jako spojovací. Potíže s opravami těchto amerických pohonných jednotek vedly mateřský závod k instalaci britských motorů Blackburn Cirrus Minor o 59 kW.
Stejné motory mělo i 8 letounů Plus D, mobilizovaných v roce 1940. Používaly se již zkušebně jako dělostřelecké pozorovací.
Následně RAF objednalo sérii 100 dvoumístných strojů pod názvem Auster AOP Mk.I (Air Observation Post). Prototyp byl zalétán v květnu 1942 a sériové letouny přicházely do služby v srpnu, nejprve k 654. peruti.
Po 2. světové válce sloužily tři Austery v Československu pod označením K-61.

## Specifikace

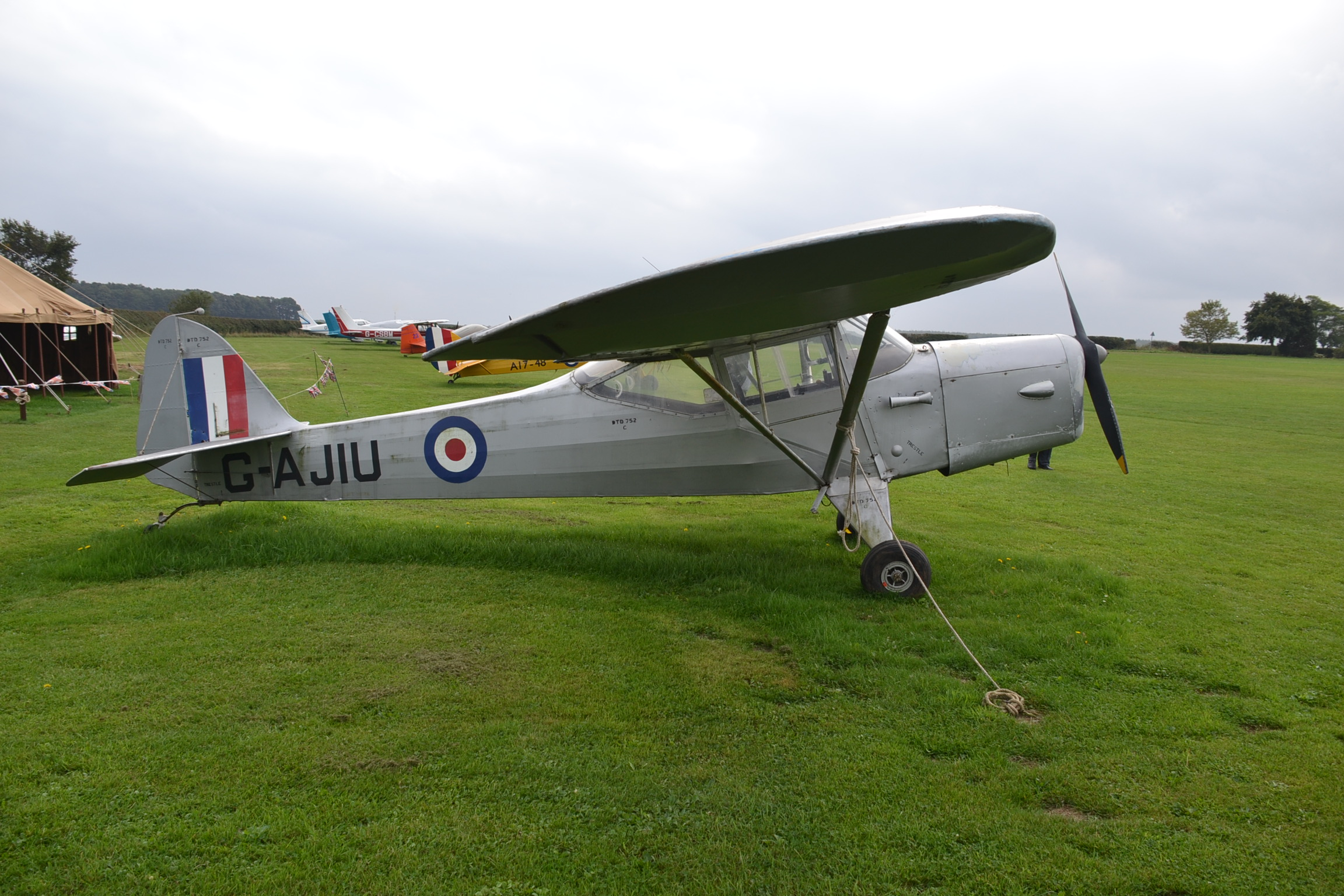
British Taylorcraft Auster (imatrikulace G-AJIU)

Údaje platí pro Auster Mk.V

### Technické údaje
- Osádka:
- Rozpětí: 10,98 m
- Délka: 6,83 m
- Výška: 2,44 m
- Nosná plocha: 15,54 m²
- Hmotnost prázdného letounu: 526 kg
- Vzletová hmotnost: 903 kg
- Pohonná jednotka:

### Výkony
- Maximální rychlost: 209 km/h
- Cestovní rychlost: 179 km/h
- Počáteční stoupavost: 4,8 m/s
- Dostup: 4 575 m
- Dolet: 483 km